# Miška mu ni odgriznila noska
Povest Miška mu ni odgriznila noska je delo prekmurskega avtorja Ferda Godine in je izšla leta 1987 v zbirki povesti Siničke v škornju.

## Interpretacija
Jožek je nekega dne zvrnil po mizi latvico, polno kislega mleka. Mama je bila huda in mu je rekla, da bo s podstrešja prišla miška in mu odgriznila nosek. Jožeka pa je zanimalo kakšna je ta miška in sklenil da jo gre pogledat. Ko mame ni bilo v bližini se je splazil na podstrešje, a miške ni bilo. Bilo je vroče, zaradi sonca, ki je segrelo podstrešje. Jožek je postal zaspan, zato je legel in zaspal. Mama pa ga je začela iskati in poklicala celo sosede da so ji pomagali. Preiskali so čisto vse, Jožek pa je mirno spal na podstrešju. K njemu je prišla miška in ga otipala s svojim noskom. Približala se je celo njegovemu nosku, vendar ji še na pamet ni prišlo na misel da bi mu ga odgriznila. Jožek se je tedaj prebudil in videl miško kako je smuknila. Zaslišal je mamo, ki ga je vneto klicala in se ji oglasil. Povedal ji je da je videl miško in da mu ni odgriznila noska. Mama pa si je oddahnila in sklenila, da mu ne bo nikoli več rekla, da mu bo miška odgriznila nosek.

## Ostale proze iz zbirke Siničke v škornju
- Šepetak (1987) (COBISS),
- Prepir med žabami in štorkljami (1987) (COBISS),
- Prepametna vrana (1987) (COBISS),
- Zakaj ptice ne marajo sove? (1987) (COBISS),
- Ta luža je samo moja (1987) (COBISS),
- Katera ptica najbolje skrbi za svoje mladiče? (1987) (COBISS),
- Siničke v škornju (1987) (COBISS),
- Polži podrejo oreh (1980) (COBISS),
- Miška mu ni odgriznila noska (1987) (COBISS),
- Farma ščinkavcev (1987) (COBISS),
- Znam samo eno povestico (1987) (COBISS),
- V pasji utici (1987) (COBISS),
- Strah pride ponoči (1987) (COBISS),
- Maček na nasipu (1987) (COBISS),
- Kako so mačku zrasle peruti (1987) (COBISS),
- Resnična zgodba o Bilu (1987) (COBISS),
- Krvoločnež ni bil vedno krvoločen (1987) (COBISS),
- Tref sedi najrajši pred televizorjem (1987) (COBISS),
- Najboljši pevec je imel visečo hišico (1987) (COBISS),
- Moj konj je kralj živali (1987) (COBISS),
- Dobro jutro, dragi poslušalci! (1987) (COBISS),
- Kaj bo, kaj bo, ko kravic ne bo? (1987) (COBISS),
- Miške nimajo mirnega doma (1987) (COBISS),
- Šestnajsterak (1987) (COBISS),
- Škorčevka je prevzela detlovki gnezdo (1987) (COBISS),
- Tri sončeca v postelji (1987) (COBISS),
- Dedek, rab bi videl mlade srnice (1987) (COBISS),
- Ko bom velik, se bom preselil k tebi (1987) (COBISS),
- Lenuhi (1987) (COBISS),
- Divja raca prelisiči lisico (1987) (COBISS),
- Mrtva kopriva je ostala živa (1987) (COBISS),
- Srake morajo krasti (1987) (COBISS),
- Čičiriči, dober večer! (1987) (COBISS),
- Ptice selivke (1950)(COBISS),